# Kevin Muscat
Kevin Muscat (Crawley, Inglaterra, 7 de agosto de 1973) é um ex-futebolista inglês, naturalizado australiano. Atualmente treina o Shanghai Port.

## Carreira
Muscat representou a Seleção Australiana de Futebol, nas Olimpíadas de 1996.
Muscat criou uma fama de violento durante sua carreira atuando como zagueiro, por causa de suas faltas duras e discussões com adversários.
Começou sua carreira no futebol australiano em 1989 ficando até 1996, indo jogar na Inglaterra. Kevin jogou muitos anos na Grã-Bretanha, por clubes como Crystal Palace, Wolverhampton, Glasgow Rangers e Millwall. Ele saiu do Millwall para voltar para a Austrália na temporada 2006/05.
De volta ao futebol australiano, dessa vez pelo Melbourne Victory ficou numa longa passagem de 2005 até 2011 sendo uma referencia para o clube e torcida.

## Treinador
No inicio de 2013 aceitou o desafio de treinar o clube do Melbourne Victory.

## Títulos

### Como jogador
South Melbourne FC
- National Soccer League Premiers: 1992–93
- NSL Cup: 1995–96
- Dockerty Cup: 1993, 1995

Rangers
- Scottish Premiership
- Copa da Escócia: 2002–03
- Copa da Liga Escocesa: 2002–03

Melbourne Victory
- A-League Championship: 2006–07, 2008–09
- A-League Premiership: 2006–07, 2008–09
- A-League Pre-Season Challenge Cup: 2008–09

Austrália
- Copa das Nações da OFC: 2000

### Como treinador
Melbourne Victory
- A-League Championship: 2014–15, 2017–18
- A-League Premiership: 2014–15
- FFA Cup: 2015

Yokohama F. Marinos
- Campeonato Japonês: 2022
- Supercopa do Japão: 2023

Shanghai Port
- Superliga Chinesa: 2024